# Flower (datorspel)
Flower är ett äventyrsspel till Playstation 3, utvecklat av Thatgamecompany och designat av Jenova Chen och Nicholas Clark. Spelet tillkännagavs vid Tokyo Game Show 2007 och släpptes den 12 februari 2009 via Playstation Network. Under november 2013 släpptes Playstation 4- och Playstation Vita-versioner av spelet, utvecklade av Bluepoint Games. Spelet var tänkt att vara en andlig uppföljare till Flow, ett tidigare spel av Chen och Thatgamecompany.
I Flower kontrollerar spelaren vinden genom att röra handkontrollen i olika riktningar. Blåsten tar med sig kronblad från blommor genom luften och genom att flyga nära blommorna följer fler kronblad med spelaren. Dessa flygningar kan också orsaka andra händelser i spelvärlden, exempelvis kan tidigare livlösa fält få klara färgskiftningar och väderkvarnar börja snurra. Spelet innehåller inga textrutor eller dialoger. Berättandet sker huvudsakligen via den visuella stilen och emotionella intryck.
Flower syftade primärt till att generera positiva känslor hos spelaren, istället för att vara ett utmanande eller "roligt" spel. Detta tema initierades av Chen som menade att den huvudsakliga avsikten med underhållningsprodukter som datorspel var de känslor som de väckte hos publiken och att det emotionella spektrumet i de flesta spel var mycket begränsat.
Utvecklarna såg på spelet som ett konstverk och tog bort de delar i spelandet och i mekaniken som inte frambringade det önskade gensvaret hos spelarna. Musiken, komponerad av Vincent Diamante, ändras beroende på spelarens handlingar och speglar stämningarna i spelet. Flower blev en framgång, till utvecklarnas förvåning, och recensenterna hyllade spelets musik, det visuella och spelupplägget och beskrev det som en unik och övertygande känslomässig upplevelse. Spelet vann kategorin Best Independent Game vid 2009 års Spike Video Game Awards och fick priset Casual Game of the Year av Academy of Interactive Arts and Sciences.

## Spelupplägg

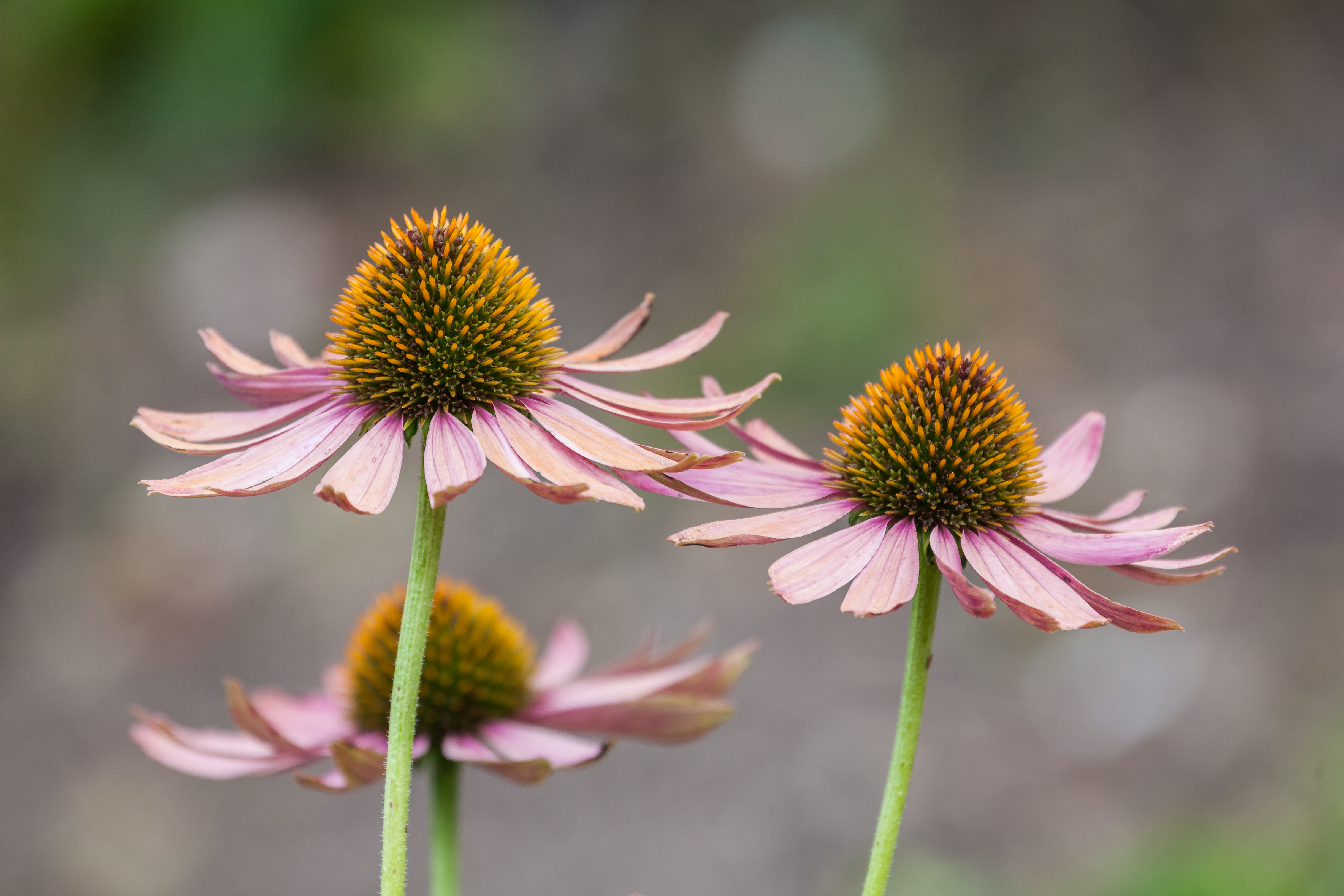
Spelaren styr vinden i Flower och kan med hjälp av den interagera med olika typer av blommor.

Flower är uppdelat i sex huvudsakliga nivåer och en sekvens för eftertexter. Varje nivå är representerad av en blomma i en kruka på ett fönsterbräde i en lägenhet i stadsmiljö. När spelaren väljer en av blommorna tas man till den valda blommans "dröm". På nivån styr spelaren vinden som bär ett enskilt kronblad genom luften. Genom att luta Playstation-kontrollen förändras rörelseriktningen för det flygande kronbladet. Om spelaren trycker ner valfri knapp tilltar vinden i styrka, vilket gör att bladet flyger fortare. Kameran är ofta placerad precis bakom kronbladet, men emellanåt ändrar den vinkel och visar ett nytt uppdrag eller en konsekvens av spelarens handlingar.
Samlingar av blommor finns på varje nivå och genom att närma sig dessa med kronbladet blommar de ut och får ett nytt kronblad att slå följe. När spelaren flyger nära vissa blommor eller samlingar av blommor orsakas förändringar i spelvärlden. Dessa innefattar tillgång till nya områden, förvandlingar av döda gräsytor till ljust gröna fält och aktivering av vindkraftverk. Förändringarna resulterar generellt i att nya blommor börjar spira som spelaren kan interagera med. Varje kontakt med en blomma ger en klang som samstämmer med musiken. Även själva musiken varierar och justeras beroende på de förändringar som görs i spelvärlden. Ju fler kronblad som spelaren får till att följa det ursprungliga kronbladet, desto snabbare rör sig gruppen av blad. Det går inte att misslyckas på en nivå eller förlora det spelaren utfört. Spelet innehåller inga fiender, skadepoäng eller tidsbegränsningar. En spelomgång tar uppskattningsvis en timme.
Trots att inget tal och inga textrutor används i spelet, med undantag av eftertexter och tips för interaktion i huvudmenyn, följer de sex blomdrömmarna ett narrativ. Spelarens startposition på varje nivå tycks vara nära slutpositionen på den tidigare nivån och allt eftersom spelet fortskrider närmar sig spelaren en avlägsen stad. De första nivåerna fokuserar på att åter ge liv och färg till landskapet. Efter att några väderkvarnar satts i gång flyger spelaren över ett fält nattetid, där mörka slingor av ljus ska tändas, innan staden nås. Staden har hotfulla byggnader i metall, slitna hus och elstolpar. Spelaren ger staden liv i de sista två nivåerna i spelet och omvandlar den till en ljus och munter plats.
När spelaren klarar de olika nivåerna skiftar staden som syns utanför lägenhetsfönstret och staden blir gradvis mer och mer livfull och färgglad. Om spelaren på varje nivå får tre hemliga blommor att slå ut, ersätts stadsbilden av ett ljust fält med berg i bakgrunden. Nivån för eftertexterna spelas på ett liknande sätt som de övriga nivåerna, men när spelaren flyger genom varje blomma dyker namnet på en person inblandad i spelet upp ovanför den. Det finns troféer att hitta i Flower. Vissa av dem är uppdragsbaserade men flertalet har fokus på avkoppling och att beskåda utsikten.

## Utveckling

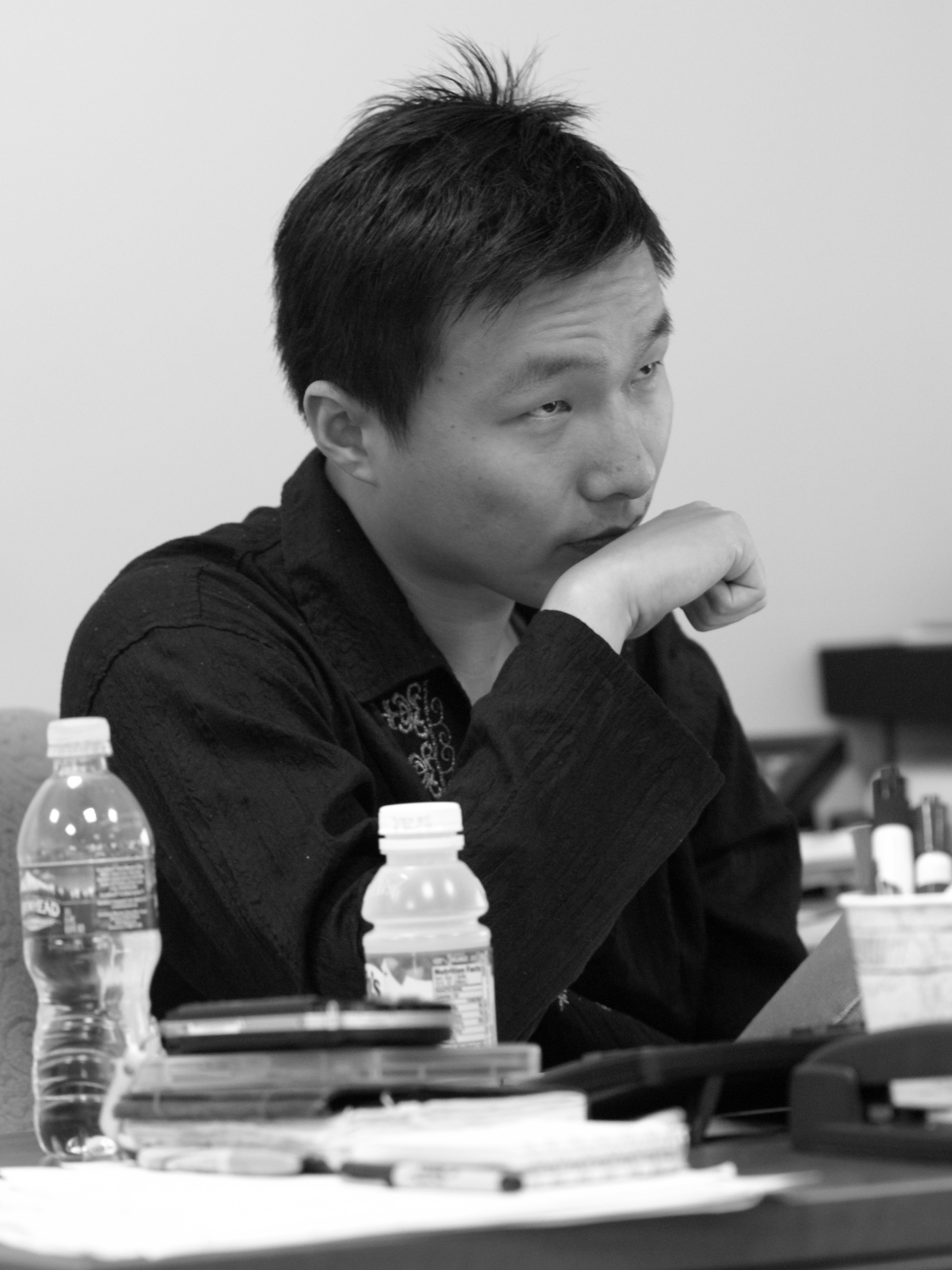
Speldesignern Jenova Chen den 31 juli 2007.

Flower utvecklades som en andlig uppföljare till Flow, ett Flashspel från 2006 skapat av Jenova Chen och Nicholas Clark när de studerade på University of Southern California. Flow utvecklades senare till ett Playstation 3-spel av Thatgamecompany 2007 och till ett Playstation Portable-spel av SuperVillain Studios 2008. Flower var Thatgamecompanys "första spel utanför den akademiska världens skyddsnät". Spelets syfte var huvudsakligen att frammana positiva känslor hos spelaren och att fungera som "ett emotionellt skydd". Sex till nio personer var delaktiga i olika stadier i utvecklingen. Chen, medgrundare till Thatgamecompany tillsammans med spelproducenten Kellee Santiago, var som creative director ansvarig för spelet samtidigt som Clark var lead designer. Chen beskrev spelet som "ett interaktivt poem som utforskar spänningen mellan det urbana och naturen". Han bestämde sig för temat med "naturen" tidigt i utvecklingsprocessen och sa att han "hade det här konceptet att varje Playstation är som en portal i ditt vardagsrum, det leder dig någon annanstans. Jag tänkte; skulle det inte vara fint om det var en portal som kunde få dig att bli omfamnad av naturen".
Innan spelutvecklingen började valdes två låtstycken ut som utvecklarna ansåg inspirerande för att sätta den rätta känslomässiga tonen för spelet och sitt fortsatta arbete. De skapade en mängd prototyper som innefattade koncept som fokuserade på växande blommor och om mänskligt medvetande. Teamet beslutade sig för att en prototyp som berörde kronblad som svävade i vinden bäst skulle fånga de känslor de ville väcka. Fokuset i deras design var att försätta spelaren i ett fridfullt emotionellt läge, genom att ta bort de delar som skulle bli en frustration, som att samla på kronblad för att låsa upp nivåer, och undvika spelmekanik som var för traditionell och som gjorde spelare för uppspelta. Utvecklarna försökte att inte sätta ut några barriärer, utan spelaren skulle tillåtas att röra sig fritt i en öppen värld, men insåg att utan några riktlinjer, som exempelvis kamerans fokus på nya blommor eller indelning i nivåerna, skulle spelare bli förvirrade. Chen beskrev processen som att "vi nästan ville slänga bort den traditionella speldesignen, men det slutade med att vi plockade upp alla bitarna vi slängde bort och lade tillbaka dem för att vi visste att de faktiskt behövs för att leverera en bra guidad upplevelse". Utvecklingsarbetet pågick i två år, men utvecklarna tillbringade tre fjärdedelar av den tiden i prototypstadiet. Efter att ha bestämt spelelementen färdigställdes Flower på bara sex månader.
Spelets fokus på känslor tillkom via Chen, som kände att det primära syftet med underhållningsprodukter som datorspel var de känslor som de väckte hos publiken, och att det emotionella spektrumet hos de flesta spel var begränsat. Chen försökte få spelet att fokusera mer på känslor än på ett budskap; han ändrade specifikt designen i Flower när speltestare tidigt kände att där fanns ett budskap som främjade grön energi i spelet. För att ge Flower det "emotionella spektrum" han ville ha, såg Chen utvecklingsfasen som ett skapande av ett konstverk, istället som för ett "roligt" spel, något som inte skulle framhäva de önskade känslorna. Han sade att den enda spelmekaniken är att röra vid en blomma för att på så vis utlösa en ny händelse. Utvecklarna skar bort större delar av spelupplägget eftersom de skulle tillfört "utmaningar" i spelet, något som skulle kunna vara kul, men inte hade varit avkopplande. Sony Santa Monica skrev kontrakt med Bluepoint Games som skulle göra porteringar av spelet till Playstation 4 och Playstation Vita och som gavs ut i november 2013 i anslutning till släppet av Playstation 4.

## Lansering och mottagande
| Mottagande      | Mottagande                                                  |
| Samlingsbetyg   | Samlingsbetyg                                               |
| Tjänst          | Betyg                                                       |
| --------------- | ----------------------------------------------------------- |
| Gamerankings    | 87.49% (49 recensioner) (PS3) 93.57% (7 recensioner) (PS4)  |
| Metacritic      | 87/100 (57 recensioner) (PS3) 91/100 (11 recensioner) (PS4) |
| Recensionsbetyg |                                                             |
| Publikation     | Betyg                                                       |
| 1UP.com         | A                                                           |
| Eurogamer       | [ 26 ]                                                      |
| Gamespot        | [ 27 ]                                                      |
| Gametrailers    | [ 11 ]                                                      |
| IGN             | (PS3) (PS4)                                                 |
| Videogamer.com  | [ 30 ]                                                      |
| PALGN           | [ 31 ]                                                      |

Flower utannonserades första gången den 24 september 2007 på Tokyo Game Show och utgavs på Playstation Network den 12 februari 2009. Spelet togs emot väl av recensenter. Alice Liang på 1UP.com hyllade spelet och sa att "rörelsefriheten gör att spelet känns lika avkopplande som en lätt fläktande vind". Hon kände att "roligt" inte fullt ut beskrev spelupplevelsen och noterade att det hade en "välgjord films känslomässiga upplösning" och att spelets musik, visuella stil och själva spelandet förflyttade spelaren in i en övertygande känslomässig upplevelse. Hon ansåg också att spelet hade ett stort återspelningsvärde, något som kompenserade dess korthet. Nätsajten IGNs Ryan Clements instämde med Liang och sa att det erbjöd "mer njutning, känsla och glädje än något spel" han hade spelat på åratal. Trots att han tyckte att spelet inte skulle tilltala alla, beskrev han det som "något mycket unikt och mycket kraftfullt", och refererade till det som ett "måste spelas". Michael Kontoudis på PALGN kallade det ett "ytterst unikt, modigt och rörande spel som flödar av personlighet och syfte", samtidigt framhöll han att eftersom det var närmare besläktat med ett konstverk än ett spel, skulle många spelare inte vara intresserade av det. Gerard Campbell på tidningen The Press beskrev det på ett liknande sätt som något mer än ett spel och kallade det för en "perfekt kontrast" till "ultravåldsamma shoot-'em-up"–spel och sammanfattade det som "ett av de mest uppfriskande och avkopplande spelen som finns".
Eurogamers Tom Bramwell berömde spelet i snarlika ordalag och beskrev det som "angenämt oskyldigt och upplyftande", men han gav det ett lägre betyg än andra recensenter eftersom han ansåg att 9,99 dollar var ett för högt pris sett till spelets längd. Den invändningen delades inte av alla. Jason Hill på The Age kallade det australiska priset på 13 dollar "rimligt" och skrev att längden inte får spelaren att "stanna kvar för länge". Spelkritiker som Gamepros Terry Terrones och Gametrailers uttryckte sig också positivt om spelet. Gametrailers sa att det var "mindre av ett spel och mer av en upplevelse. Du "spelar" nödvändigtvis inte Flower; du interagerar med det," medan Terrones pekade på att musiken var den bästa delen av spelets presentation. Tom Hoggins på The Daily Telegraph menade att Flower skulle "åter tända 'datorspel som konst'–debatten" och var av åsikten att det var ett "underbart konstverk" utöver att vara ett spel. Den positiva responsen överraskade utvecklarna som hade förväntat sig en blandad reaktion.
Flower mottog priset "Best Independent Game Fueled by Dew" vid Spike Video Game Awards 2009. Det kallades "Best Indie Game" från 2009 av Playboy. Det nominerades samma år till Outstanding Innovation in Gaming, Outstanding Achievement in Sound Design, Outstanding Achievement in Original Music Composition och Outstanding Innovation Achievement in Game Direction och vann kategorin Casual Game of the Year av Academy of Interactive Arts and Sciences. Spelet nominerades till Use of Audio av BAFTA och erhöll priset för Artistic Achievement. Soundtracket tilldelades 2009 Best Original Soundtrack från tv-kanalen G4. Musiken nominerades också till "Music of the Year" av Game Audio Network Guild och vann priset för Best Interactive Score. Spelets debuterade på 2008 års Electronic Entertainment Expo och resulterade i flera utmärkelser, Best E3 Download Game från 1UP.com, Best Original Game från UGO och Special Achievement for Innovation från IGN.
2011 valdes Flower genom en omröstning ut som ett av 80 spel, från början 240, till att medverka i utställningen The Art of Video Games på Smithsonian Art Museum. Museet förvärvade spelet i sin permanenta samling 2013. Det var även representerat 2015 i Smithsonian-utställningen Watch This! Revelations in Media Art.

## Musik
Musiken till Flower skapades av Vincent Diamante, datorspelsmusiker och professor vid University of Southern California. Han hade tidigare komponerat musiken till Cloud, Jenova Chens första spel, och till Dyadin när de båda var verksamma på universitetet. Han jobbade parallellt med spelutvecklarna för att integrera musiken med spelet genom att justera placeringen av blommorna och de toner som varje sort spelade vid beröring. Han gjorde detta genom att synkronisera spelandet med musiken och genom att anpassa musiken på ett dynamiskt sätt för att överensstämma med förändringarna i spelvärlden. Diamante använde musiken för att influera utvecklarna till att applicera idéerna han hade för spelet.
Musiken och instrumenten på varje nivå valdes för att passa med spelvärlden och nivåernas placering i den övergripande emotionella tematiken. Musiken är tonsatt i flera lager med akustiska instrument som förstärks och försvagas beroende på spelarens handlingar. Instrumenten är bland andra piano, gitarrer, basflöjter och fagotter. Antalet instrument som ljuder ökar i förhållande till antalet kronblad som spelaren samlar på sig. Musiken är ämnad att liknas vid naturliga ljud som exempelvis vind. De instrumentella spåren syftade till att kunna stå för sig själva, även när de ingår i en större orkestrerad grupp som i nivå tre och sex. Vid flera tillfällen i utvecklingsprocessen blev Diamante så fäst vid ett musikstycke som behövde ändras att han komponerade ett nytt som fick ersätta det gamla. Diamante satt i förhandlingar med Sony för att göra ett album med musik från spelet. Den 8 april 2010 släpptes ett album med soundtracket av Sony på Playstation Network. Flower: Original Soundtrack from the Video Game innehåller åtta spår med en speltid på 64:37.
| 1.           | Life as a Flower         | 5:42  |
| 2.           | Splash of Color          | 9:16  |
| 3.           | Sailing on the Wind      | 7:30  |
| 4.           | Nighttime Excursion      | 5:36  |
| 5.           | Solitary Wasteland       | 11:40 |
| 6.           | Purification of the City | 12:22 |
| 7.           | Peaceful Repose          | 9:24  |
| 8.           | Lazy Daydream            | 3:07  |
| Total längd: | Total längd:             | 64:37 |